# Campeonato Europeo de Lucha de 1921
El II Campeonato Europeo de Lucha se celebró en Offenbach (Alemania) en el año 1921 bajo la organización de la Federación Internacional de Luchas Asociadas (FILA) y la Federación Alemana de Lucha. Solamente se compitió en las categorías del estilo grecorromano.

## Resultados

### Lucha grecorromana
| Evento   | Oro                        | Plata                       | Bronce                      |
| -------- | -------------------------- | --------------------------- | --------------------------- |
| 60 kg    | Jonny Andersen · Alemania  | Herman Brodbeck · Alemania  | Georg Gerstäcker · Alemania |
| 67,5 kg  | Fritz Eichblatt · Alemania | Heinrich Stiefel · Alemania | Otto Ulrich · Alemania      |
| 75 kg    | Heinrich Ketzer · Alemania | Philipp Heß · Alemania      | Sittig · Alemania           |
| 82,5 kg  | Wilhelm Knöpfle · Alemania | Fritz Kärcher · Alemania    | Max Dreifuss · Alemania     |
| +82,5 kg | Karl Döppel · Alemania     | Adolf Kurz · Alemania       | Hans Köstner · Alemania     |

## Medallero
| Núm. | País     | Oro | Plata | Bronce | Total |
| ---- | -------- | --- | ----- | ------ | ----- |
| 1    | Alemania | 5   | 5     | 5      | 15    |
|      | TOTAL    | 5   | 5     | 5      | 15    |